# Haubenfischer

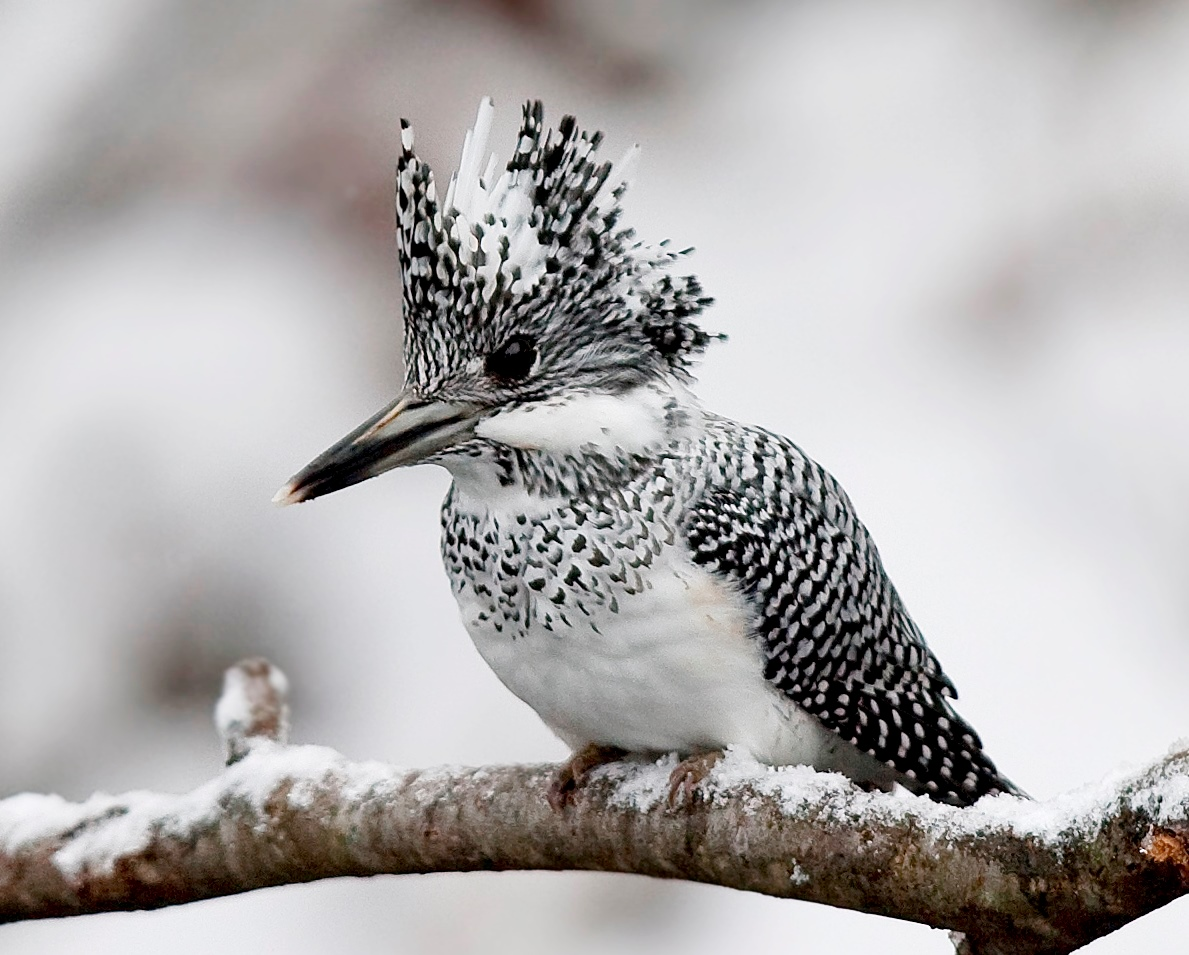
Trauerfischer (Megaceryle lugubris), Weibchen

Der Haubenfischer (Megaceryle lugubris) auch Trauerfischer ist einer der größten Eisvögel auf dem asiatischen Kontinent. Vier Unterarten sind bekannt: Megaceryle lugubris lugubris, Megaceryle lugubris continentalis, Megaceryle lugubris guttualata, Megaceryle lugubris pallida.

## Merkmale
Der Haubenfischer erreicht eine Größe von 43 cm. 
Er trägt einen auffälligen Kamm. Sein Gefieder ist grau-weiß gefleckt. Seine Brust und sein Hals sind weiß.
Das Männchen hat ein schmales rötliches Halsband, während das Weibchen am vorderen Teil der Flügelunterseiten 
rötlich gefärbt ist.

## Vorkommen
Der Haubenfischer kommt auf den japanischen Inseln, in Korea, sowie in Zentralchina bis in den Himalaya vor. 
Ein typischer Lebensraum dieses Vogels sind Gebirgsbäche. Er ernährt sich hauptsächlich von Fischen und Krebsen.